# Estación Leubucó
Leubucó es una estación ferroviaria del Ferrocarril Domingo Faustino Sarmiento de la red ferroviaria argentina, ubicada en la localidad homónima, en el ramal que une la Estación Rivera, y la ciudad de Salliqueló, en el partido homónimo.

## Servicios
No presta servicios de pasajeros. Por sus vías circulan trenes de cargas de la empresa Ferroexpreso Pampeano, los cuales no operan en esta estación.